# Gustav Ineichen
Gustav Ineichen (* 6. Juni 1929 in Luzern; † 10. Juli 2005 in Göttingen) war ein Schweizer Romanist und Sprachwissenschaftler sowie Lehrstuhlinhaber in Göttingen.

## Leben und Werk
Ineichen studierte an der Universität Fribourg bei Gianfranco Contini und Arrigo Castellani und wurde 1957 bei letzterem mit Die paduanische Mundart am Ende des 14. Jahrhunderts auf Grund des Erbario Carrarese promoviert. Er habilitierte sich 1963 an der Universität Zürich mit einer Arbeit, die er während eines Forschungsaufenthalts bei Gianfranco Folena an der Universität Padua verfasst hatte (El libro Agregà de Serapiom. Volgarizzamento di frater Jacobus Philippus de Padua. Edito per la prima volta). Bis 1965 übte er eine Lehrtätigkeit an der Universität Zürich aus.
Im Jahr 1967 wurde er auf den Lehrstuhl für Romanische Sprachwissenschaft der Universität Göttingen berufen, wo er bis zu seiner Emeritierung 1995 wirkte (Nachfolger: Günter Holtus). Von 1970 bis 1975 war er auch Direktor des Schweizerischen Instituts in Rom. Von 1956 bis zu seiner Scheidung 1981 war er verheiratet. Er hatte zwei Söhne, Wolfram und Markus Ineichen.
Ineichen war lange Jahre Herausgeber der Romanischen Bibliographie (1963–1996) und der Romanistischen Arbeitshefte (1973 ff.). Er war Mitglied der Accademia Galileiana in Padua und der New York Academy of Sciences.

## Publikationen (Auswahl)
- Die paduanische Mundart am Ende des 14. Jahrhunderts auf Grund des Erbario Carrarese. In: Zeitschrift für romanische Philologie. Band 73, Nr. 1/2, 1957, S. 38–123. doi:10.1515/zrph.1957.73.1-2.38. Zugleich Philosophische Dissertation Fribourg.
- Übersetzung aus dem Altfranzösischen und Einleitung: Guillaume de Lorris: Der Rosenroman (= Philologische Studien und Quellen. H. 1, ISSN 0554-0674). Mit einem Vorwort von Wolfgang Stammler. Schmidt, Berlin 1956.
- Bemerkungen zu den Pharmakognostischen Studien im Spätmittelalter im Bereiche von Venedig. In: Zeitschrift für romanische Philologie. Band 75, 1959, S. 439–466.
- El libro Agregà de Serapiom. Volgarizzamento di frater Jacobus Philippus de Padua. Edito per la prima volta (= Civiltà veneziana. Fonti e testi. Ser. 3: Lettere, musica e teatro. Band 1, ZDB-ID 419603-x). 2 Bände (Teil 1: Testo, Teil 2: Illustrationi Libguistiche). Istituto per la collaborazione culturale, Venedig/Rom 1962–1966. Zugleich Habilitationsschrift Zürich. 1963.
- Repetitorium der altfranzösischen Lautlehre. Schmidt, Berlin 1968 (2. Auflage als: Kleine altfranzösische Grammatik. Laut- und Formenlehre. 2., überarbeitete und erweiterte Auflage ebenda 1985, ISBN 3-503-02227-9).
- Bibliographische Einführung in die französische Sprachwissenschaft (= Grundlagen der Romanistik. Band 4). Schmidt, Berlin 1974, ISBN 3-503-00753-9.
- Allgemeine Sprachtypologie. Ansätze und Methoden (= Erträge der Forschung. Band 118). Wissenschaftliche Buchgesellschaft, Darmstadt 1979, ISBN 3-534-07409-2; 2., aktualisierte und erweiterte Auflage ebenda 1991.
- Arabisch-orientalische Sprachkontakte in der Romania. Ein Beitrag zur Kulturgeschichte des Mittelalters (= Romanistische Arbeitshefte. Band 41). Niemeyer, Tübingen 1997, ISBN 3-484-54041-9.
- Typologie und Sprachvergleich im Romanischen. Aufsätze 1973–1998 (= Studia Romanica. Bd. 97). Herausgegeben von Volker Noll. Winter, Heidelberg 1999, ISBN 3-8253-0891-X.
- Sprachen, Länder und Reisen. Erinnerungen eines Professors (= Schriftenreihe Lebenserinnerungen. Band 29). Kovač, Hamburg 2000, ISBN 3-8300-0268-8.